# Аляскинский батимастер
Аляскинский батимастер (лат. Bathymaster caeruleofasciatus) — вид морских лучепёрых рыб из семейства батимастеровых отряда скорпенообразных. Распространён в северной части Тихого океана от Командорских и Алеутских островов до Британской Колумбии, Канада. Обитает на глубинах от 0 до 95 метров на скалистых грунтах. Демерсальная рыба умеренных вод. Питается зообентосом. Максимальная длина тела 30 см. Безвреден для человека, охранный статус вида не оценивался, объектом промысла не является.